# As Aventuras de Gui & Estopa
As Aventuras de Gui & Estopa er en brasiliansk tegneserie, som blev sendt på Cartoon Network fra 2009.

## Karakterer
- Gui "Iguinho", (Stemme af: Mariana Caltabiano) en ung Westie.[3]

- Estopa, (Stemme af: Eduardo Jardim) en fed grå hund.

- Cróquete Spaniel, (Stemme af: Mariana Caltabiano) en brun Cockerspaniel som er Guis kæreste.

- Pitiburro, (Stemme af: Eduardo Jardim) en beige Pitbull.

- Dona Iguilda, (Stemme af: Mariana Caltabiano) en Westie som er Guis mor.

- Fifivelinha, (Stemme af: Mariana Caltabiano) en pige med lilla hår.

- Ribaldo "Riba", (Stemme af: Arly Cardoso) en grå mus.

- Róquete Spaniel, (Stemme af: Mariana Caltabiano) en fransk beige Spaniel.

- Professora Jararaca, en grøn slange.

- Pitibela, en beige Pitbull som er Pitiburros kæreste.

- Pitbalinha, en lille beige Pitbull som er Pitiburros lillebror.

- Jaiminho, en gris.

- Nerdson, en dreng som er Guis nabo.

- Irmãozão, en stor og stærk beige hund.